# Ian Subiabre
Ian Subiabre, né le 1er janvier 2007 à Comodoro Rivadavia, est un footballeur argentin qui joue au poste d'ailier au River Plate.

## Biographie

### Carrière en club
Né à Comodoro Rivadavia, dans la province de Chubut en Argentine, Ian Subiabre est formé entre le CAI et le River Plate, où il commence sa carrière professionnelle en championnat d'Argentine,. Il joue son premier match avec l'équipe première du club le 1er février 2024, lors d'une victoire 2-0 contre le Barracas Central en Copa de la Liga Profesional.

### Carrière en sélection
Ian Subiabre est international junior avec l'Argentine à partir de l'équipe des moins de 17 ans, qu'il intègre en 2022, après un bref passage avec l'équipe des moins de 17 ans du Chili,, le pays de son père.
Début 2025, il est convoqué avec l'équipe d'Argentine des moins de 20 ans pour participer au Championnat d'Amérique du Sud des moins de 20 ans qui a lieu en janvier et février 2025,. L'Argentine termine à la deuxième place de la compétition, derrière un Brésil qu'elle avait pourtant humilié 6-0 en ouverture,, l'Argentine restant en tête du championnat jusqu'à la dernière journée, où elle s'incline 3-2 contre le Paraguay de Luca Kmet et Diego León, leur première défaite de la compétition,,.

## Palmarès
Argentine -20 ans
- Championnat d'Amérique du Sud
  - Vice-champion en 2025